# Ivana Miličević
Ivana Miličević (även krediterad Ivana Marina och Ivana Milavich), född 26 april 1974 i Sarajevo i Bosnien och Hercegovina, är en bosnisk skådespelare.
Hon har två yngre bröder, Tomo och Fillip. Hon kom till USA med sin familj när hon var nio år gammal och växte upp i Michigan. Hon har medverkat i tv-serierna The 100, Power, Förhäxad, Seinfeld, Felicity, The Nanny, Buzzkill, Ugly Betty och Buffy och vampyrerna bland annat.
2006 var hon med i CBS-serien Love Monkey. Hon var även med i filmerna Just Like Heaven, Love Actually och Paycheck. Hon spelade Valenka i James Bond-filmen Casino Royale (2006). 2013 fick hon huvudrollen som Anastasia/Carrie Hopewell i tv-serien Banshee.
Hennes yngre bror Tomo Miličević spelar gitarr i rockbandet 30 Seconds to Mars.

## Filmografi i urval
- 1996 – Jerry Maguire
- 1997 – Seinfeld (TV-serie) (1 avsnitt)
- 1997 – The Nanny (TV-serie) (1 avsnitt)
- 1998 – Enemy of the State
- 1998–1999 – Felicity (TV-serie) (2 avsnitt)
- 2000 – Nash Bridges (TV-serie) (2 avsnitt)
- 2001 – Enemy of the Earth
- 2001 – Störtkär
- 2001 – Vanilla Sky
- 2002 – Buffy och vampyrerna (TV-serie) (1 avsnitt)
- 2002 – Just Shoot Me! (TV-serie) (1 avsnitt)
- 2003 – Down with Love
- 2003 – Förhäxad (TV-serie) (1 avsnitt)
- 2003 – Love Actually
- 2003 – Paycheck
- 2003 – Omaka systrar (TV-serie) (1 avsnitt)
- 2003 – Vänner (TV-serie) (1 avsnitt)
- 2004 – CSI: Miami (TV-serie) (1 avsnitt)
- 2004 – Las Vegas (TV-serie) (1 avsnitt)
- 2005 – Just Like Heaven
- 2005 – I hennes skor
- 2006 – Casino Royale
- 2006 – Running Scared
- 2006 – The Unit (TV-serie) (1 avsnitt)
- 2007 – Battle in Seattle
- 2007 – Ugly Betty (TV-serie) (2 avsnitt)
- 2008 – Chuck (TV-serie) (1 avsnitt)
- 2008 – Command & Conquer: Red Alert 3 (röstroll)
- 2008 – House (TV-serie) (1 avsnitt)
- 2008 – Pushing Daisies (TV-serie) (1 avsnitt)
- 2009 – Brottskod: Försvunnen (TV-serie) (1 avsnitt)
- 2010 – Hawaii Five-0 (TV-serie) (1 avsnitt)
- 2011 – What's Your Number?
- 2012 – Psych (TV-serie) (1 avsnitt)
- 2013–2016 – Banshee (TV-serie) (38 avsnitt)
- 2015 – Aloha
- 2016 – Catfight
- 2016–2017 – Gotham (TV-serie) (2 avsnitt)
- 2016 – Power (TV-serie) (4 avsnitt)
- 2018–2019 – The 100 (TV-serie) (17 avsnitt)
- 2020–2021 – Castlevania (TV-serie) (röstroll, 20 avsnitt)
- 2025 – Sherlock & dotter (TV-serie)